# Antoine Pitrot
Pour les articles homonymes, voir Pitrot.
Antoine-Bonaventure Pitrot, dit Pitrot aîné, est un danseur, chorégraphe et maître de ballet français né à Marseille le 31 mars 1727 et mort en 1792. Il est le frère aîné de Jean-Baptiste Pitrot. Leur père Barthélemy Pitrot est un acteur qui sillonna la province française dans la première moitié du XVIIIe siècle.
Antoine Pitrot commence sa carrière à l'Opéra de Paris en 1744 et sera ensuite, à plusieurs reprises, maître de ballet au Théâtre-Italien. Il poursuit une brillante carrière à travers l'Europe, jusqu'en Russie, et compose de nombreux ballets. Il est considéré comme l'un des précurseurs du ballet d'action à Paris.
Il épouse en 1746 Anne Madeleine Rabon (+ 1758).
En 1765, il intenta un procès contre Louise Régis, dite Rey, pour avoir quitté « le domicile conjugal en emportant diverses valeurs, des papiers importants et des bijoux et [repris] hautement son nom de demoiselle ». En mars 1766, il est « remercié de ses fonctions de maître des ballets de la Comédie italienne ».

## Œuvres
- Le Colin-Maillard, ballet-pantomime, 1754.
- Télémaque dans l'isle de Calipso, ballet sérieux, héroï-pantomime, représenté pour la première fois à Paris au Théâtre des Comédiens Italiens ordinaires du Roi le 17 mars 1759 (lire en ligne).
- Le Magicien puni par l'amour, ballet pastoral-héroique, représenté pour la première fois à Varsovie au Théâtre royal, le 3 août 1761 (lire en ligne).
- Les Amants introduits au sérail ou le Sultan généreux, ballet héroï-pantomime représenté pour la première fois à Paris au Théâtre des Comédiens Italiens ordinaires du Roi le 18 mars 1764 (lire en ligne).
- Ulysse dans l'isle de Circée, ballet sérieux, héroï-pantomime... représenté pour la première fois à Paris au Théâtre des Comédiens Italiens ordinaires du Roi le 27 octobre 1764 lire en ligne sur Gallica.